# レール・スプリッター
レール・スプリッター（レイル・スプリッター）は、ノンアルコールカクテルの一種。クーラー・スタイルのカクテルに分類されることもある。

## 標準的なレシピ
- レモン・ジュース ＝ 2分の1個分
- 砂糖 ＝ 2〜3tsp
- ジンジャー・エール ＝ 適量

### 作り方
レモン・ジュース、砂糖を、氷を入れたタンブラー（容量240ml程度）に入れて、ステアする。そこに、よく冷やしたジンジャー・エールで満たせば完成である。

### 備考
- レモン・ジュースの代わりに、ライム・ジュースを使う場合もあるが、ライムの場合はレモンよりも搾り取れる果汁が少ないので、1個分のライム・ジュースを基準とする[2]。
- レモンを飾ることもある。
- 砂糖の量は、飲む人の好みに応じて調節される。
- 砂糖は、予め水に溶かしたシュガー・シロップを使っても良い。
- ジンジャー・エールで満たした後にステアする場合もあるが、仮にステアするとしても、この場合は炭酸を二酸化炭素として逃がさぬように、ごく軽くステアする。

## 主な参考文献
- 浜田 晶吾 監修 『カクテル教室』 日東書院 1971年7月10日発行